# Cirolana mercuryi
Cirolana mercuryi är en kräftdjursart som beskrevs av Bruce 2004. Cirolana mercuryi ingår i släktet Cirolana och familjen Cirolanidae. Inga underarter finns listade i Catalogue of Life.